# 연금복권720+
연금복권720+는 2020년 5월 7일부터 현재까지 대한민국의 복권위원회가 발행하고 매주 1회 텔레비전 방송을 통하여 공개 추첨하는 추첨식 복권이다.

## 역사
- 1969년부터 대한민국 복권의 역사가 시작된 뒤로 한국주택은행에서 시행한 주택복권에서 시작하여 올림픽복권, 플러스플러스복권, 팝콘복권(이후 한국연합복권)을 거쳐 연금복권으로 개칭되어 현재에 이르고 있다.
- 2013년 12월 2일부터 한국연합복권 대신 로또 6/45 발행 및 판매사인 나눔로또(2018년 12월 이후 동행복권으로 대체)로 발행사가 변경되고, 이 당시부터 나눔로또 6/45와 복권통합운영을 하게 되었다.
- 2020년 5월 7일부터 연금복권520에서 연금복권720+로 상품명을 변경했고, 1등 월 지급액 역시 월 500만원에서 700만원으로 증액되었다.

## 발행과 추첨
1등 당첨금이 월 700만원이며 연금방식으로 회차당 1조부터 5조까지 각 조별로 100만매(000000번~999999번)씩 발행되어 총 500만 매가 판매점과 인터넷에 각각 공급된다. 추첨은 매주 목요일 저녁 7시 5분경 MBC에서 생방송으로 진행한다.
당첨구조는 다음과 같다. 지급기한은 추첨일 다음날로부터 1년이다.
복권 한장당 여러등위에 중복으로 당첨 시 최상위 당첨금만 지급한다.
| 등위   | 당첨금            | 일치조건                                                | 장수    | 총당첨금          | 당첨확률    | 비고                     |
| ------ | ----------------- | ------------------------------------------------------- | ------- | ----------------- | ----------- | ------------------------ |
| 1      | 월 700만원 X 20년 | 1등 추첨번호와 연속 7자리 모두 일치 시                  | 2       | 월 700만원 X 20년 | 1/5,000,000 |                          |
| 2      | 1.2억원           | 1등 추첨번호와 오른쪽 끝부터 연속 6자리 모두 일치 시    | 8       | 1.2억원           | 1/1,250,000 |                          |
| 3      | 1백만원           | 1등 추첨번호와 오른쪽 끝부터 연속 5자리 모두 일치 시    | 90      | 1백만원           | 1/111,111   |                          |
| 4      | 1십만원           | 1등 추첨번호와 오른쪽 끝부터 연속 4자리 모두 일치 시    | 900     | 1십만원           | 1/11,111    |                          |
| 5      | 5만원             | 1등 추첨번호와 오른쪽 끝부터 연속 3자리 모두 일치 시    | 9,000   | 5만원             | 1/1,111     | 1회(2020.05.07)부터 적용 |
| 6      | 5천원             | 1등 추첨번호와 오른쪽 끝부터 연속 2자리 모두 일치 시    | 90,000  | 5천원             | 1/111       |                          |
| 7      | 1천원             | 1등 추첨번호와 오른쪽 끝부터 연속 1자리 일치 시         | 900,000 | 1천원             | 1/10        |                          |
| 보너스 | 월 100만원 X 10년 | 보너스 등위 추첨번호와 오른쪽 끝부터 연속 6자리 일치 시 | 10      | 월 100만원 X 10년 | 1/1,000,000 |                          |

*방송사
1회~26회(2011년 7월 6일~2011년 12월 28일)YTN
*27회~74회 (2012년 1월 4일~2012년 11월 28일)MBN
*75회~239회 (2012년 12월 5일~2016년 1월 27일)JTBC
*240회~387회(2016년 2월 3일~2018년 11월 28일)SBS 플러스
*388회~461회(2018년 12월 5일~2020년 4월 29일)MBC 드라마넷
*462회~현재(2020년 5월 7일 ~ 현재)MBC TV
- 다른 복권과의 차이점은 1등 당첨금을 한번에 지급하지 않고 월 700만원씩 20년에 걸쳐 지급한다는 점이다.
- 참고로 5등 당첨금은 65회차까지는 천단위부터 일단위까지 네자리 숫자가 일치해야 하며 당첨자수 630명, 당첨확률 1만분의1, 당첨금 20만원이었다.
- 1등 당첨번호가 100000이면 2등은 다른 조의 100000이 되며, 1등 당첨번호가 999999이면 2등은 다른 조의 999999가 된다.(1~5조 같은번호 5장이 1세트이다. 1장이 1등이 되면 다른조는 2등이 되는 셈이다.)

1. ↑  2020년 4월까지 월 500만원
2. ↑  2018년 12월 이전 SBS